# Lysandra antebritannorum
Lysandra antebritannorum är en fjärilsart som beskrevs av Ruggero Verity 1934. Lysandra antebritannorum ingår i släktet Lysandra och familjen juvelvingar. Inga underarter finns listade i Catalogue of Life.